# Поэтический бульвар
Поэти́ческий бульвар — бульвар в Выборгском районе Санкт-Петербурга. Проходит от улицы Есенина до улицы Руднева в жилом районе Шувалово-Озерки.

## История
Название было присвоено улице 3 марта 1975 года.
Архитектура проспекта представлена, в основном, крупнопанельными домами 1972—1977 годов постройки, так называемыми «кораблями» («пластинами» и «точками») и домами 504-й серии.

## Пересечения
Поэтический бульвар пересекает или граничит со следующими проспектами, улицами:
- улица Есенина — Поэтический бульвар примыкает к ней;
- улица Ивана Фомина — примыкание;
- проспект Художников — пересечение;
- улица Кустодиева — примыкание;
- улица Руднева — Поэтический бульвар примыкает к ней.

## Транспорт
Ближайшие к Поэтическому бульвару станции метро — «Проспект Просвещения» и «Озерки» 2-й (Московско-Петроградской) линии.
По бульвару проходят автобусные маршруты № 60 и 199.

## Общественно значимые объекты
- школа № 135 — дом 3, корпус 2;
- школа № 115 — дом 5, корпус 3;
- детский сад № 125[уточнить] — дом 5, корпус 2;
- детский сад № 117 — проспект Художников, дом 22, корпус 3;
- детский сад № 10 — проспект Художников, дом 23, корпус 2;
- детский сад № 91 — дом 15, корпус 1;
- школа № 62 — дом 15, корпус 2;
- специальная школа № 584 «Озерки» — улица Руднева, дом 8, корпус 3;
- детский сад № 32, площадка № 1 — улица Кустодиева, дом 1;
- школа № 110, второе здание — дом 22.